# Bazoches-les-Hautes
Bazoches-les-Hautes ist eine französische Gemeinde mit 328 Einwohnern (Stand: 1. Januar 2022) im Département Eure-et-Loir in der Region Centre-Val de Loire. Sie gehört zum Arrondissement Chartres und ist Mitglied im Gemeindeverband Communauté de communes Cœur de Beauce. Die Einwohner werden Bazoléens und Bazoléennes genannt. 
Die Gemeinde grenzt im Norden an Allaines-Mervilliers, im Osten an Santilly, im Süden an Baigneaux und im Westen an Tillay-le-Péneux.

## Bevölkerungsentwicklung
| Jahr      | 1962 | 1968 | 1975 | 1982 | 1990 | 1999 | 2008 | 2015 |
| --------- | ---- | ---- | ---- | ---- | ---- | ---- | ---- | ---- |
| Einwohner | 423  | 502  | 405  | 265  | 300  | 289  | 308  | 320  |

## Sehenswürdigkeiten

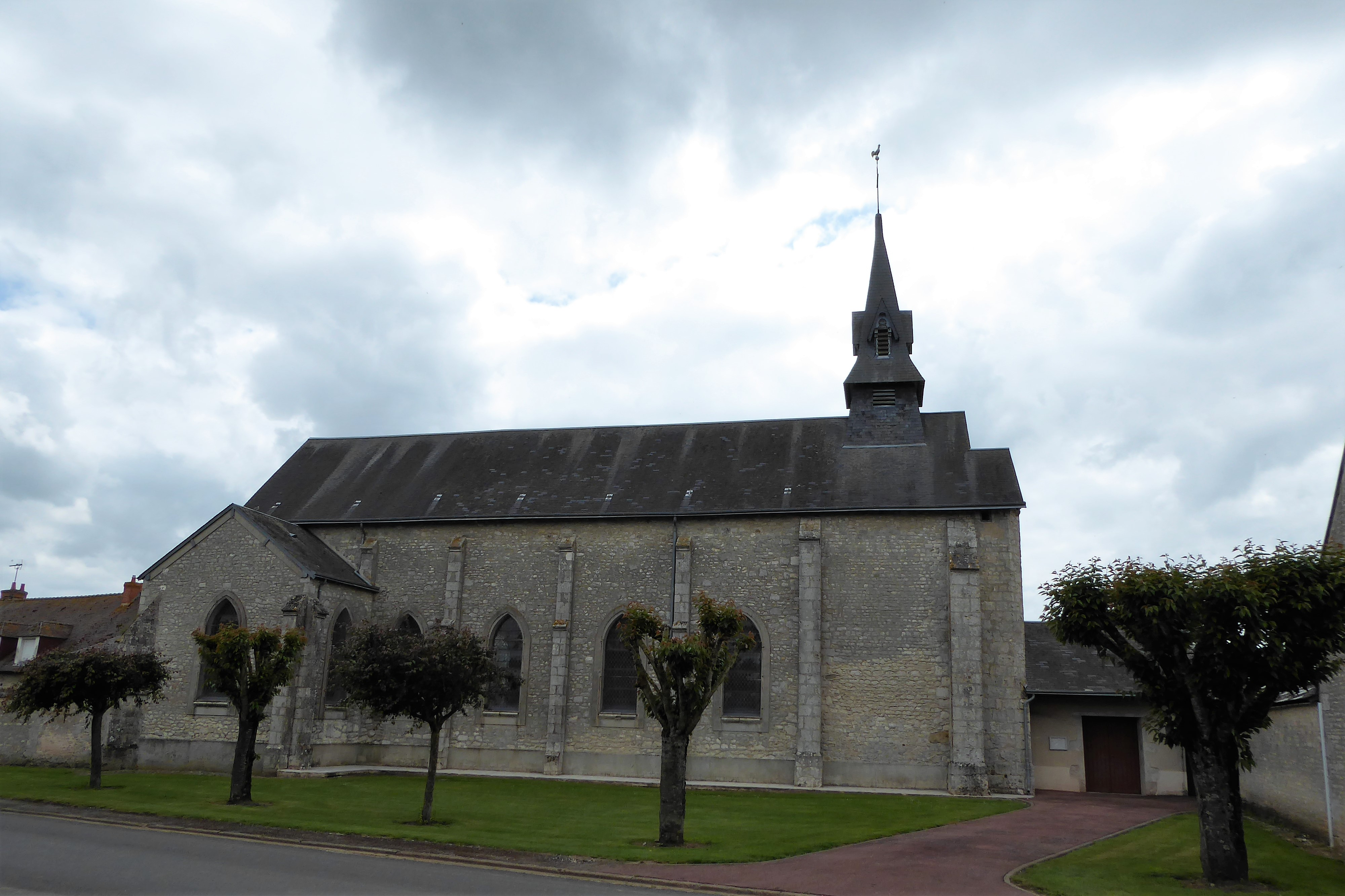
Kirche Saint-Martin

- Kirche Saint-Martin